# Alte
Alte es una freguesia portuguesa del concelho de Loulé, con 94,69 km² de superficie y  habitantes (2001). Su densidad de población es de 23,0 hab/km².

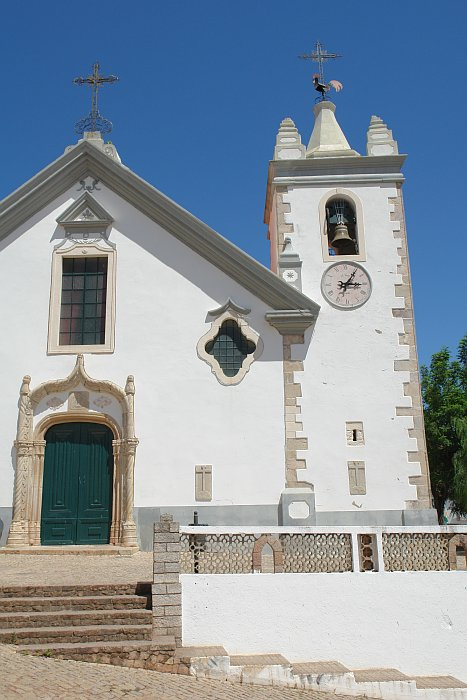
Iglesia de la Virgen de la Asunción.

La freguesia (palabra portuguesa que se pronuncia como la hipotética palabra española «freguesía») se encuentra en el Algarve, la región en el extremo sur de Portugal Continental, que contiene tres zonas naturales extendiéndose de este a oeste, paralelas a la costa meridional y caracterizadas por una altitud media creciente de sur a norte, en las cuales se correlacionan determinados hábitats naturales y artificiales. Son esas zonas el Litoral propiamente dicho, el Barrocal y la Serra.
La población de Alte, sede de la freguesia, se encuentra en el centro geográfico del Algarve, exactamente en los límites entre el Barrocal y la Serra. Es considerada una de las aldeas más típicas y preservadas del Algarve (e incluso de todo Portugal), con sus casas pintadas de colores típicos de la región (ocre, almagro, azul, destacándose en un fondo blanco), sus azoteas y sus chimeneas tradicionales.
En 1871, nació en Alte el renombrado poeta portugués Francisco Xavier Cândido Guerreiro, cuyo retrato se encuentra perpetuado en los paneles de azulejos del apreciable jardim da Fonte Pequena (jardín de la Fuente Pequeña), junto con algunos de sus poemas, el más conocido de los cuales empieza de este modo:
```
         
Porque nasci ao pé de quatro montes 

         
Por onde as águas passam a cantar 

         
As canções dos moinhos e das fontes, 

         
Ensinaram-me as águas a falar.
```

```
         [Porque nací junto a cuatro montes
          Por donde las águas pasan cantando
          Las canciones de los molinos y las fuentes,
          Me enseñaron las águas a hablar.]
```

También es originaria de esta freguesia la familia del artista plástico y escritor algarveño Victor Borges, fallecido prematuramente en 2012.

## Galería

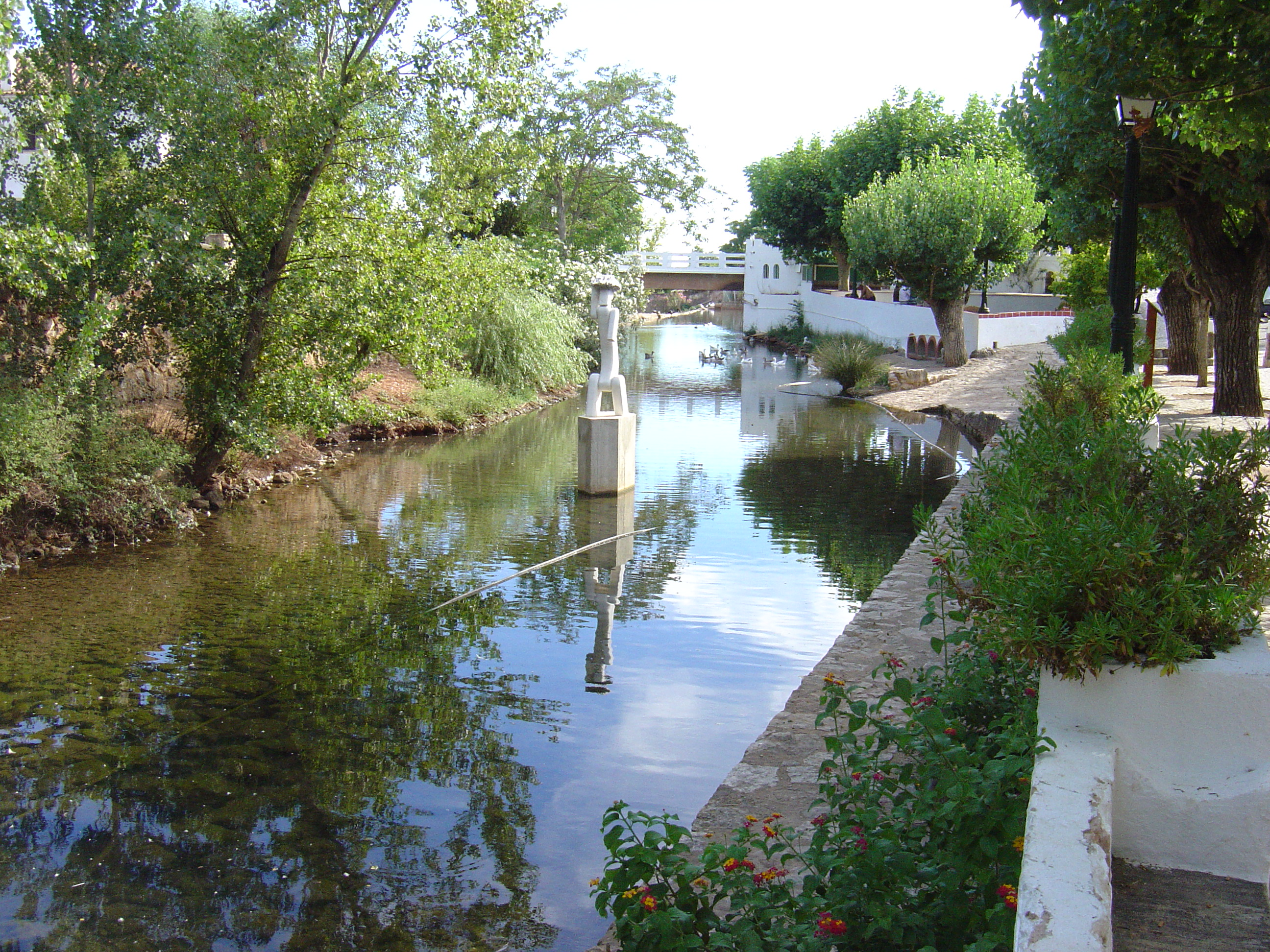
Fuente Pequeña
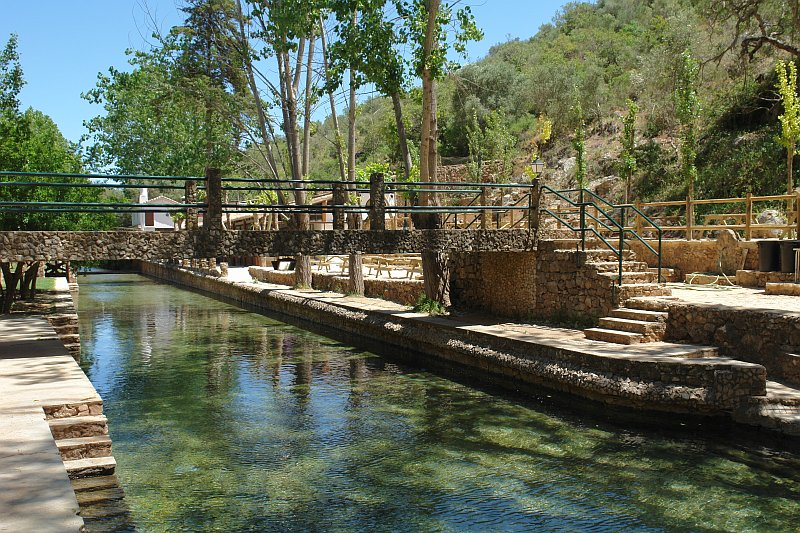
Fuente Grande
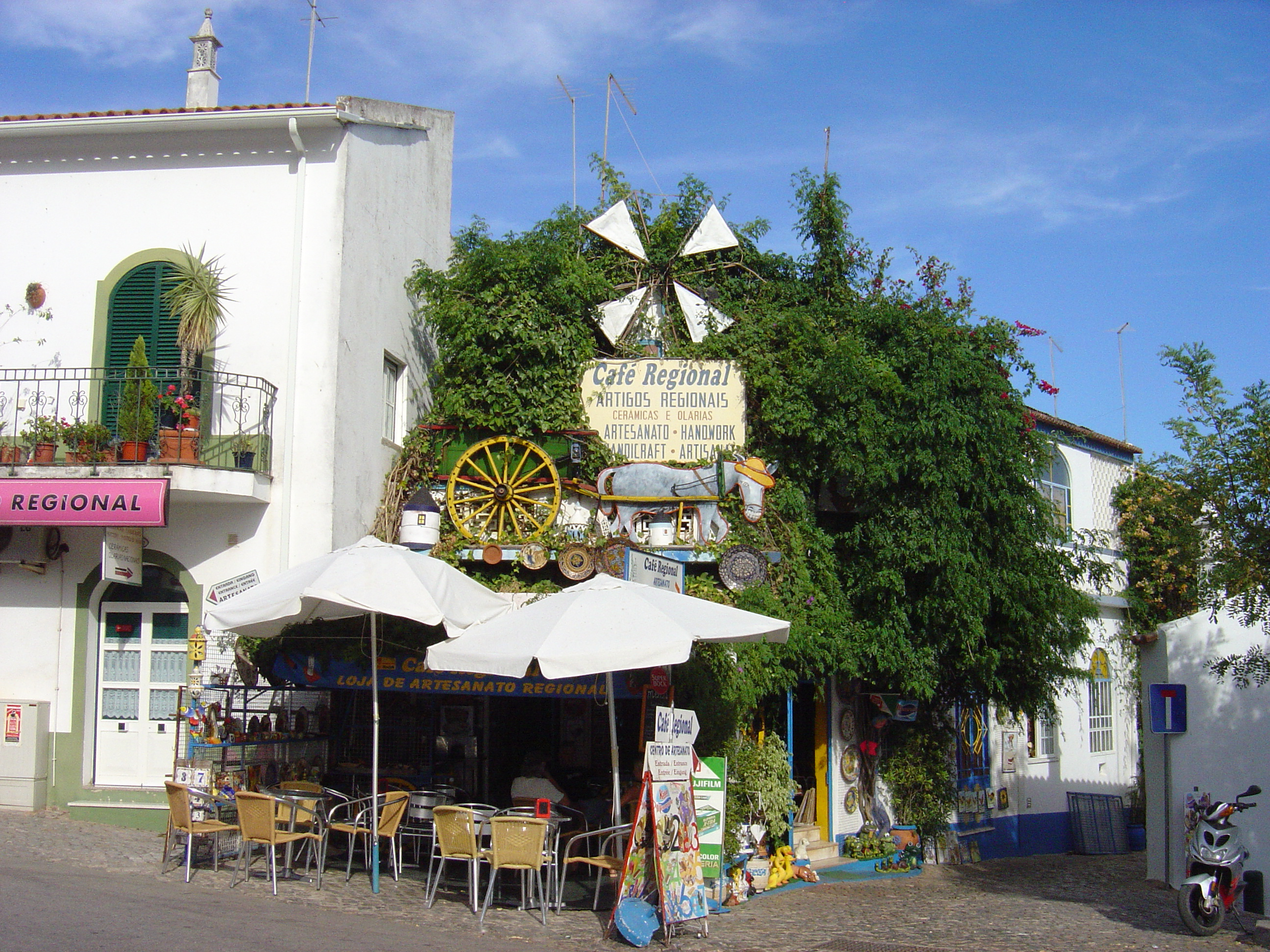
Café Regional
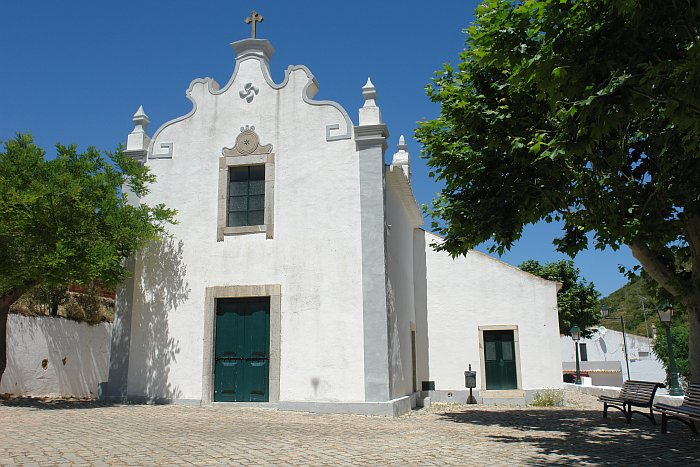
Capilla de San Luis
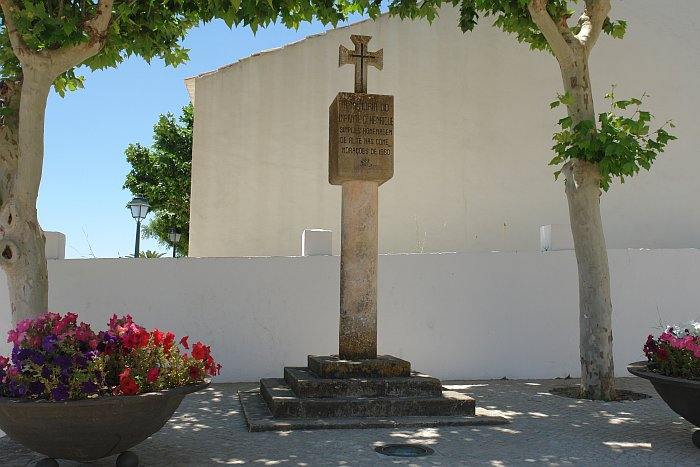
Pelourinho